# 로잔 예술 대학교

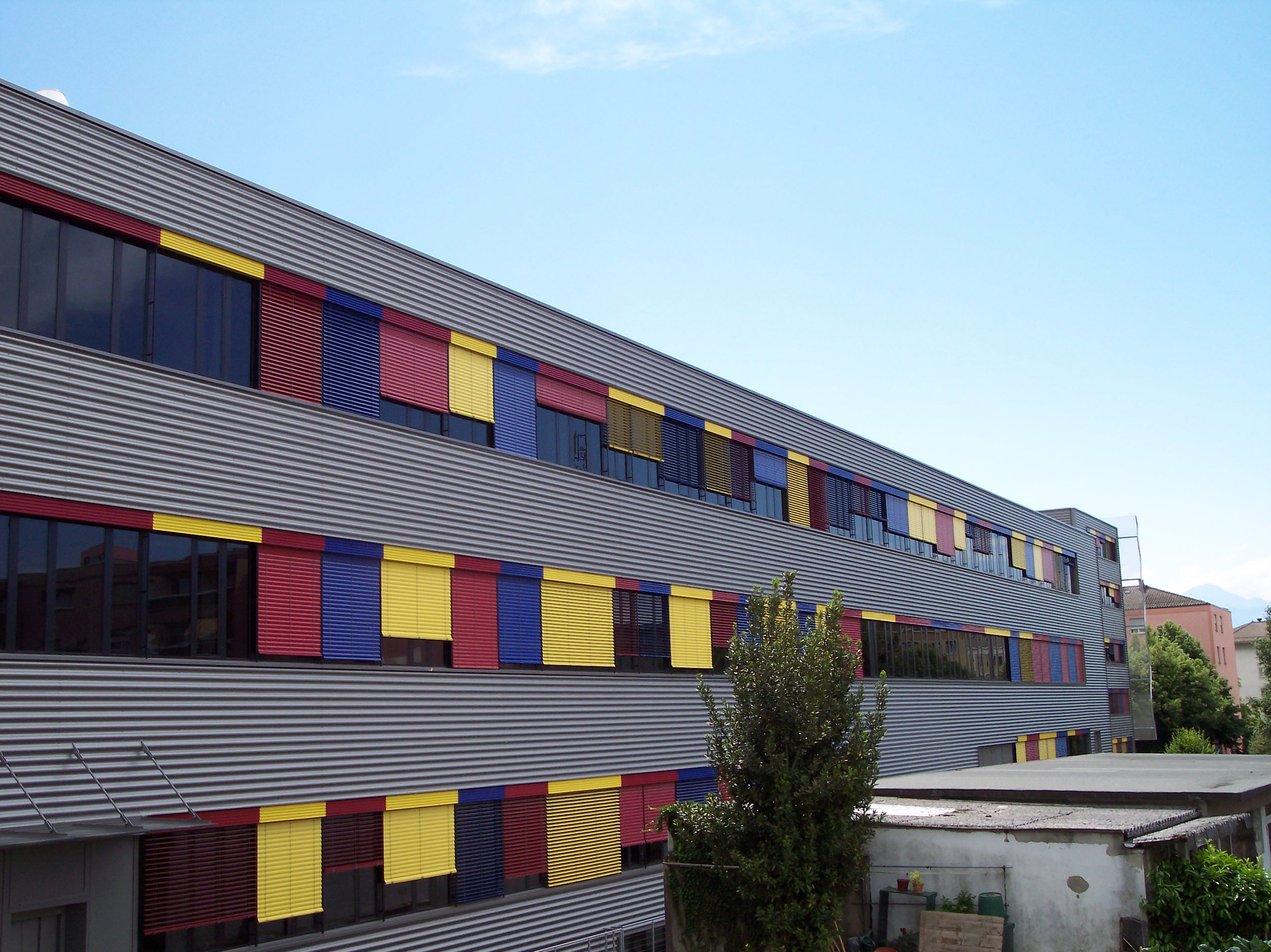
École cantonale d'art de Lausanne (ECAL)

로잔 예술 대학교(École cantonale d'art de Lausanne)는 스위스의 프랑스어권 도시, 로잔 lausanne 의 흐넝 renens 에 위치한 고등 예술, 디자인 대학이다.

## 개요
로잔 예술 대학교는 1821년에 창립되어, 현재 HES-SO(Haute école spécialisée de Suisse occidentale) 에 소속되어 있다. 2011년부터 Alexis Georgacopoulos이 총장직을 맡았다.
로잔 예술 대학교는 학사 준비 과정 (불어 표기 : Année Propédeutique, 영어 표기 : FOUNDATION YEAR) , 학사과정 (3년), 석사과정 (2년), 석사심화과정 (1년)으로 나뉘어 있다.
현재 학교 건물은 건축가 [베르나르_추미]의 작품이다.
몇 년 전부터 세계의 기업들의 후원과 활발한 협업을 하고있다. Alessi 보관됨 2014-11-20 - 웨이백 머신, Audemars Piguet, Baccarat, BCV, Bernardaud 보관됨 2010-03-30 - 웨이백 머신, Cassina, Christofle, DuPont, Felco, Galeries Lafayette, Hansgrohe Axor, Hermès, Hublot, Nestlé, Nespresso, , SIGG, 스와로브스키, Swiss International Air Lines, Vitra, Wenger 등 여러 기업들이 있다.
2015년에는 새로운 교육 과정인 석사<Master in Integrated Innovation for Product & Business Development (Master Innokick)>와 석사심화과정 <MAS in Design Research for Digital Innovation>이 개설되었다.
2016년부터 <Master Art Direction> 과정이 <Master Photographie>와 <Master Type Design>으로 분리 되었다.

## 교육과정

### 학사 (Bachelor)
- 시각예술 (Arts Visuels)
- 산업디자인 (Design Industriel)
- 그래픽 디자인 (Design Graphique)
- 상호작용 디자인 (Media & Interaction Design)
- 사진 (Photographie)
- 영화 (Cinéma)

### 석사(Master)
- 시각예술 (Arts Visuels)
- 사진 (Photographie)
- 서체 (Type Design)
- 제품 디자인 (Design de Produit)
- 영화 (Cinéma ECAL+ HEAD)
- 이노킥 (Master HES-SO in Integrated Innovation for Product & Business Development (Master Innokick))

### 석사 심화 과정 (MASTER OF ADVANCED STUDIES)
- 디자인 럭셔리 & 크래프트맨 쉽 (Master of Advanced Studies in Design for Luxury & Craftsmanship) (1년)
- ECAL LAB (DESIGN RESEARCH FOR DIGITAL INNOVATION (EPFL+ECAL LAB)) (2년)